# 西山徳幸
西山 徳幸（にしやま のりゆき、1932年2月26日 - 2017年2月9日）は、日本の経営工学者・生産システム工学者。工学博士（東京工業大学）。大阪府立大学名誉教授。大阪工業大学工学部経営工学科元教授。瑞宝小綬章受章。
専門は、経営工学・生産システム工学 （生産管理・FMS・QC等）。

## 略歴
東京工業大学大学院経営工学専攻にて工学博士（東京工業大学）。1974年大阪府立大学（現：大阪公立大学）工学部経営工学科講師。1983年同学科助教授などを経て、同学科教授。1995年大阪府立大学名誉教授。同年、大阪工業大学工学部経営工学科（現：情報科学部データサイエンス学科）教授。2000年大阪工業大学退官。退官後は、広島県立大学経営学部教授なども務めた。2017年瑞宝小綬章を受章。同年2月9日、喉頭癌のため逝去。
主な所属学会は、日本経営工学会、日本品質管理学会、日本オペレーションズリサーチ学会、日本機械学会など。主な著書は、数理的品質管理 : 概説（共著、日刊工業新聞社1965、学術書）など。

## 主な研究
- トヨタ生産システムにおけるかんばん方式の最適運用法
- 製造工程順序を考慮したセル生産システムの構成法[4]
- 品質管理(QC)のインラインシステムの設計
- 2段サンプル法による作業測定精度を保証するための予備観測回数[5]
- 閉待ち行列ネットワーク・モデルによる機能分散形FMSの最適設計
- MRPシステムにおける生産ロットサイズの決定法に関する研究